# Friedrich August Kummer
Friedrich August Kummer (ur. 5 sierpnia 1797 w Meiningen, zm. 22 sierpnia 1879 w Dreźnie) – niemiecki kompozytor, wiolonczelista i oboista.

## Życiorys
Był synem Friedricha Augusta Kummera, oboisty i członka kapeli dworskiej w Meiningen i Dreźnie. Uczył się gry na wiolonczeli u Friedricha Dotzauera, pobierał też naukę gry na oboju i trąbce. W 1814 roku został oboistą w kapeli dworskiej w Dreźnie, od 1817 roku był także wiolonczelistą. W latach 1852–1864 był jej pierwszym wiolonczelistą. Wykładał też w konserwatorium drezdeńskim.
Występował jako solista i kameralista, koncertował wspólnie z Ferencem Lisztem i Karolem Lipińskim. Odbywał podróże koncertowe po Niemczech i Włoszech. Skomponował około 200 utworów, w tym m.in. etiudy, utwory dydaktyczne, opracowania arii operowych i utworów ludowych. Dużą popularnością cieszył się jego Koncert wiolonczelowy. Opublikował podręcznik Violoncello-Schule (wyd. Lipsk 1839).
W 1864 roku został przez saskiego króla odznaczony krzyżem kawalerskim Orderu Alberta.